# Archidiocèse de Portoviejo
L'archidiocèse de Portoviejo (en latin : Archidioecesis Portus Veteris ; en espagnol : Arquidiócesis de Portoviejo) est un archidiocèse métropolitain de l'Église catholique en Équateur.

## Territoire
L'archidiocèse couvre toute la province de Manabí avec un territoire d'une superficie de 21 000 km2 divisé en 90 paroisses. L'archevêché est à Portoviejo où se trouve la cathédrale du Bon Pasteur (es).

## Histoire
Le diocèse est érigé le 23 mars 1870 par la bulle Multiplices inter du pape Pie IX en prenant sur les territoires du diocèse de Guayaquil (aujourd'hui archidiocèse de Guayaquil) et de l'archidiocèse de Quito. Lors de sa création, Portoviejo est nommé suffragant de Quito. Serafino Vannutelli, délégué apostolique de l'Équateur, reçoit le mandat d'achever à bien l'érection du nouveau diocèse.
Les débuts du nouveau diocèse sont très difficiles. Le premier évêque, Luis Tola y Avilés, a de graves problèmes de santé et dirige le diocèse depuis son domicile de Guayaquil .
Son successeur, Pedro Schumacher, fonde le séminaire en 1885 et invite des instituts religieux d'Europe et des États-Unis. En 1887, arrivent les Filles de la charité de Saint Vincent de Paul dont la supérieure est la sœur jumelle de l'évêque. Il écrit aussi au couvent de Maria Hilf à Altstätten où sept religieuses répondent positivement à l'invitation sous la direction de Marie Bernarde Bütler et s'établissent à Chone, la communauté devient autonome de Maria Hilf pour donner les franciscaines missionnaires de Marie Auxiliatrice.
La révolution libérale détruit tout ce que Schumacher a laborieusement construit, les séminaires sont démolis, les collèges convertis en écoles publiques, les églises détruites, les instituts religieux expulsés du pays et l'évêque lui-même, contraint à l'exil en Colombie. Les franciscaines missionnaires de Marie Auxiliatrice doivent partir pour le Brésil puis en Colombieoù une autre sœur du groupe, Marie Charité Brader, fonde les franciscaines de Marie Immaculée.
Le gouvernement supprime le diocèse mais cela ne produit pas d'effet canonique. Après la mort de Schumacher, un administrateur apostolique est nommé mais il est âgé et sans aucun revenu dû aux confiscations subies. Le vaste diocèse ne compte que quatre prêtres. En 1907, lorsque Juan María Riera est élu évêque, il doit se contenter de diriger le diocèse depuis Quito. Le siège de Portoviejo sera vacant de 1912 à 1947.
Le 14 décembre 1945, Portoviejo cède une partie de son territoire pour l'établissement de la préfecture apostolique d'Esmeraldas (aujourd'hui vicariat apostolique d'Esmeraldas). Le 22 janvier 1956, il intègre la nouvelle province ecclésiastique de l'archidiocèse de Guayaquil.
Le 25 février 1994, il est élevé au rang d'archidiocèse métropolitain par la bulle Maiori spirituali du pape Jean-Paul II avec le diocèse de Santo Domingo comme sufragant.

## Évêques et archevêques
- Luis Tola y Avilés (1871-1884)
- Pedro Schumacher, C.M (1885-1900)
  - Sede vacante (1900-1907)
- Juan María Riera, O.P (1907-1912) nommé évêque de Guayaquil
  - Sede vacante (1912-1947)
- Nicanor Carlos Gavinales Chamorro (1947-1967)
- Luis Alfredo Carvajal Rosales (1967-1989)
- José Mario Ruiz Navas (1989-2007)
- Lorenzo Voltolini Esti (2007-2018)
  - Eduardo José Castillo Pino (2018-2019) (administrateur apostolique) nommé archevêque de Portoviejo
- Eduardo José Castillo Pino (2019-  )